# Не постоји сутра
Не постоји сутра је четврти студијски албум Марка Булата који је објављен 2005. године. Албум је издала издавачка кућа ПГП РТС.